# Родригес, Исаиас
Хулиан Исаиас Родригес Диас (исп. Julián Isaías Rodríguez Diaz; 16 декабря 1942 — 12 января 2025, Каракас), более известный как Исаиас Родригес — венесуэльский государственный и политический деятель, юрист, вице-президент Венесуэлы (2000), генеральный прокурор Венесуэлы (2001—2007), посол Венесуэлы в Италии (2011—2017).

## Биография
Хулиан Родригес родился 16 декабря 1942 года в городе Валье де ла Паскуа, штат Гуарико. Окончил Центральный университет Венесуэлы. В 1990 году занимал должность прокурора Арагуа. В 1967 году Родригес вместе с Прието Фигероа покинули Демократическое действие, образовав Народное избирательное движение. Родригес оставался членом НИД до 1981 года.
29 января 2000 года Родригес был назначен в качестве первого исполнительного вице-президента Венесуэлы. Одиннадцать месяцев спустя, 26 декабря, большинством голосов членов парламента назначен на должность Генерального прокурора Боливарианской Республики, которую он занимал до ноября 2007 года.
9 ноября 2017 года США ввели санкции против 9 официальных лиц Венесуэлы, включая Родригеса. В марте 2018 года к санкциям присоединилась Республика Панама.
Умер 12 января 2025 года в Каракасе в возрасте 82 лет.